# Saj-völgyi-patak
Saj-völgyi-patak är ett vattendrag i Ungern.   Det ligger i provinsen Nógrád, i den centrala delen av landet, 50 km nordost om huvudstaden Budapest.